# Andrzej Mikina
Andrzej Mikina (ur. 30 września 1955 w Rogowie) – polski hokeista na trawie, olimpijczyk z Moskwy 1980.
Zawodnik grający na pozycji obrońcy. W trakcie kariery sportowej reprezentował Lecha Poznań, z którym to klubem zdobył w latach 1978, 1985–1987 tytuł mistrza Polski.
W reprezentacji Polski (w latach 1977–1982) rozegrał 54 spotkania zdobywając w nich 2 brameki.
Brał udział w igrzyskach olimpijskich w Moskwie w których Polska zajęła 4. miejsce.